# Microgaster pseudotibialis
Microgaster pseudotibialis är en stekelart som beskrevs av Josef Fahringer 1937. Microgaster pseudotibialis ingår i släktet Microgaster och familjen bracksteklar. Inga underarter finns listade i Catalogue of Life.